# Adesmia
Adesmia DC. è un genere di piante della famiglia delle Fabacee (o Leguminose), diffuso in Sud America.

## Tassonomia

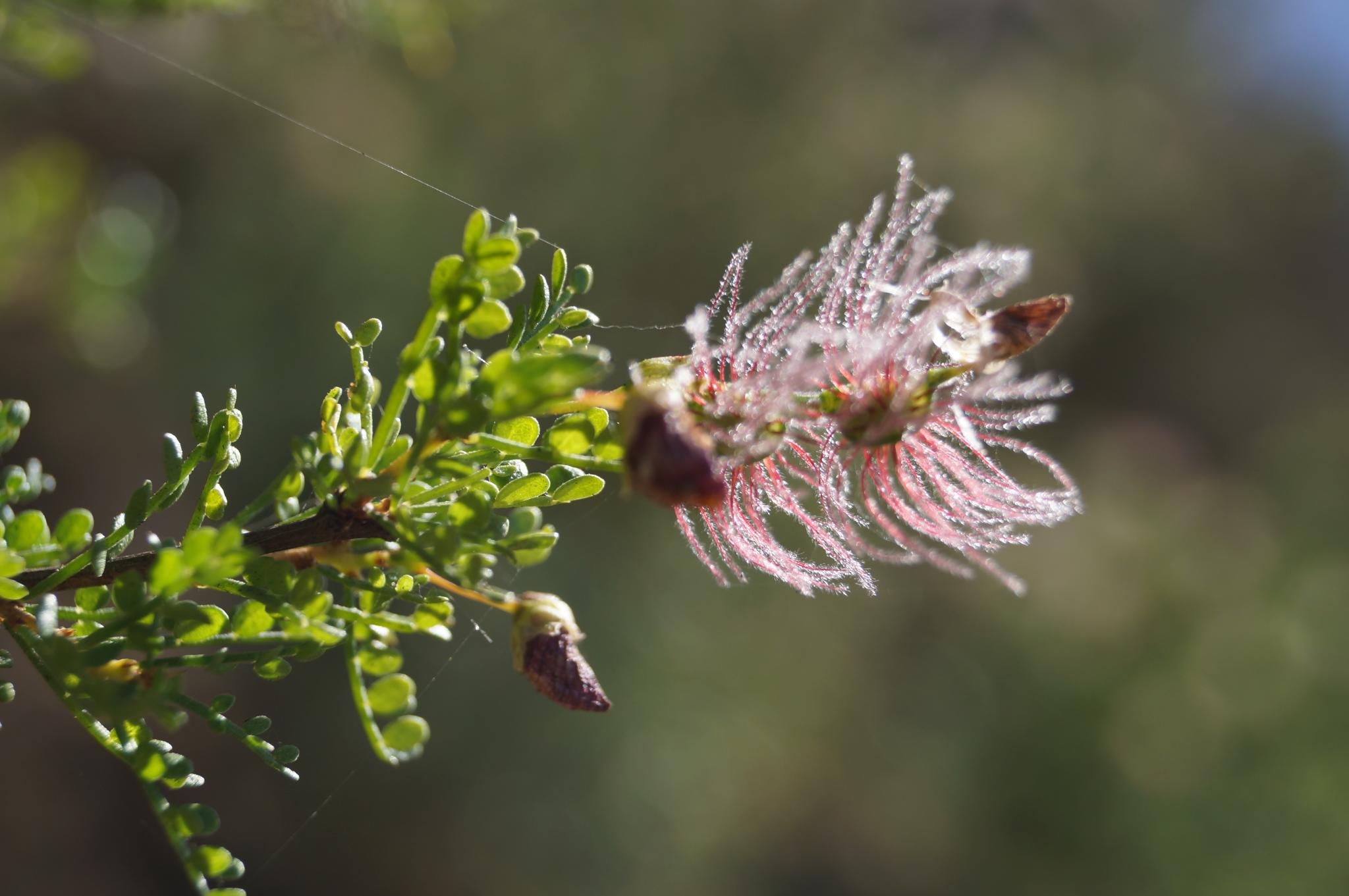
Adesmia confusa

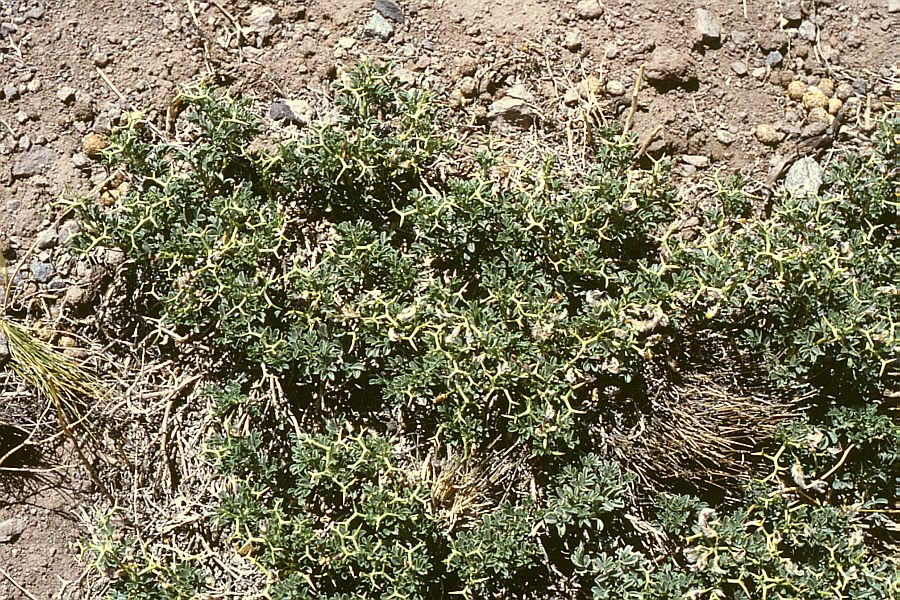
Adesmia echinus

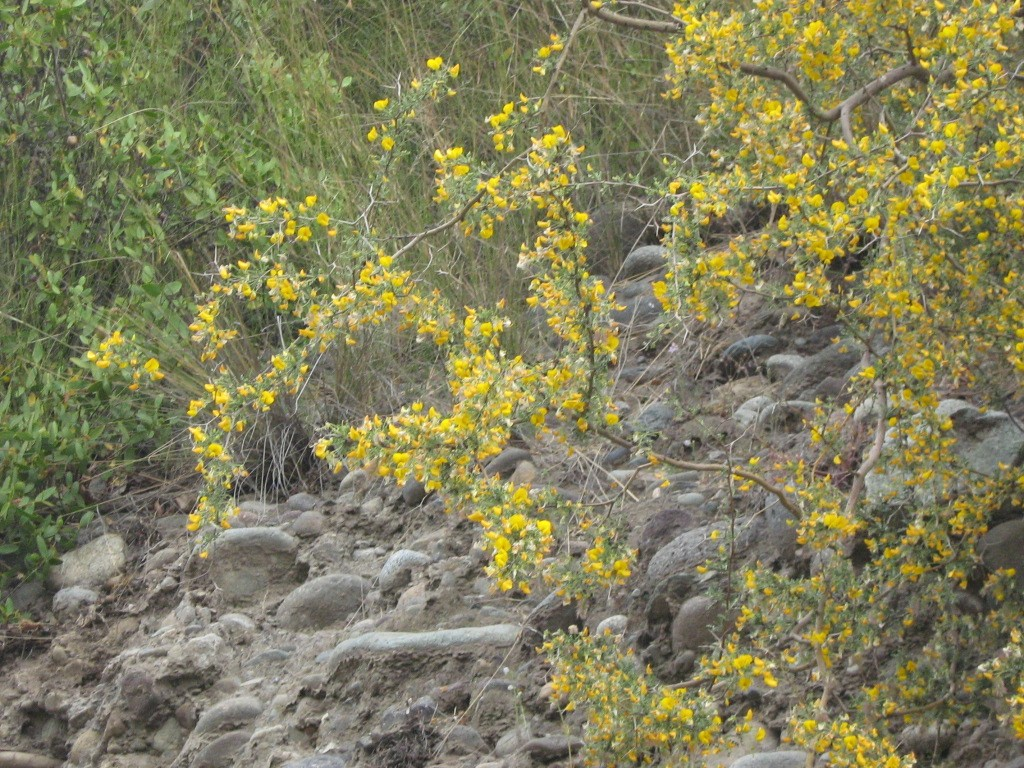
Adesmia microphylla

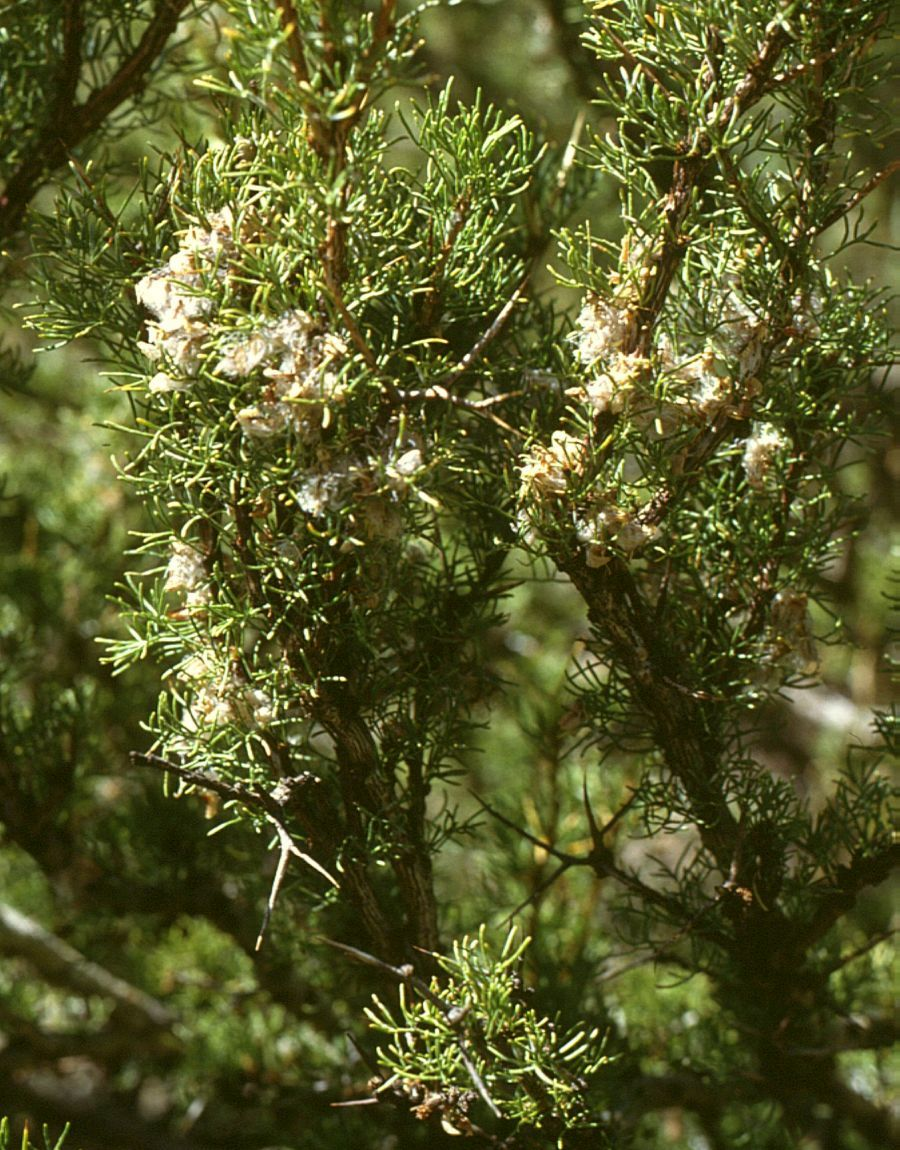
Adesmia pinifolia

Inquadrato in precedenza come unico genere della tribù Adesmiaeae, il genere Adesmia è attualmente incluso nelle Dalbergieae.
Comprende le seguenti specie:
- Adesmia aconcaguensis Burkart
- Adesmia acuta Burkart
- Adesmia adrianii M.N.Correa
- Adesmia aegiceras Phil.
- Adesmia ameghinoi Speg.
- Adesmia aphanantha Speg.
- Adesmia aphylla Clos
- Adesmia arachnipes Clos
- Adesmia araucana Phil.
- Adesmia araujoi Burkart
- Adesmia arenicola (R.E.Fri.) Burkart
- Adesmia argentea Meyen
- Adesmia argyrophylla Phil.
- Adesmia arillata Miotto
- Adesmia aromatica Burkart
- Adesmia aspera Hook. & Arn.
- Adesmia atacamensis Phil.
- Adesmia aueri Burkart
- Adesmia augusti J.F.Macbr.
- Adesmia aurantiaca (Dusen) Burkart
- Adesmia australis Ulibarri & B.B.Simpson
- Adesmia balsamica Colla
- Adesmia bedwellii Skottsb.
- Adesmia bicolora (Poir.) DC.
- Adesmia bijuga Phil.
- Adesmia boelckeana Burkart
- Adesmia bonariensis Burkart
- Adesmia boronioides Hook.f.
- Adesmia brachysemeon Phil.
- Adesmia bracteata Hook. & Arn.
- Adesmia brevivexillata Burkart
- Adesmia burkartii  M.N.Correa
- Adesmia calycicomosa Burkart
- Adesmia candida Hook.f.
- Adesmia capitellata (Clos) Hauman
- Adesmia ciliata Vogel
- Adesmia colinensis Phil.
- Adesmia coluteoides Hook. & Arn.
- Adesmia concinna Phil.
- Adesmia conferta Hook. & Arn.
- Adesmia confusa E.A.Ulibarri
- Adesmia coquimbensis Burkart
- Adesmia cordobensis Burkart
- Adesmia coronilloides Hook. & Arn.
- Adesmia corymbosa Clos
- Adesmia crassicaulis Phil.
- Adesmia cuneata Meyen
- Adesmia curvifolia Clos
- Adesmia cytisoides Griseb.
- Adesmia darapskyana Phil.
- Adesmia denticulata Clos
- Adesmia denudata Phil.
- Adesmia dessaueri (Reiche)  Phil. ex Dyer
- Adesmia dichotoma Clos
- Adesmia digitata Burkart
- Adesmia disperma Phil.
- Adesmia dumosa Phil.
- Adesmia echinus C.Presl
- Adesmia elata Clos
- Adesmia elegans Clos
- Adesmia emarginata Clos
- Adesmia eremophila Phil.
- Adesmia erinacea Phil.
- Adesmia exilis Clos
- Adesmia filicaulis Phil.
- Adesmia filifolia Clos
- Adesmia filipes A.Gray
- Adesmia friesii Burkart ex Ulibarri
- Adesmia frigida Phil.
- Adesmia fuentesii G.F.Grandjot
- Adesmia glandulifolia Steibel & Ulibarri
- Adesmia glaucescens Phil.
- Adesmia globosa Davyt & Izaguirre
- Adesmia glomerula Clos
- Adesmia glutinosa Hook. & Arn.
- Adesmia godoyae (Reiche) Phil. ex Dyer
- Adesmia gracilis Meyen ex Vogel
- Adesmia gracillima I.M.Johnst.
- Adesmia graminidea Speg.
- Adesmia grandiflora Gillies ex Hook. & Arn.
- Adesmia guttulifera Sandw.
- Adesmia hemisphaerica Hauman
- Adesmia hirsuta Phil.
- Adesmia hispidula (Lag.) DC.
- Adesmia horrida Hook. & Arn.
- Adesmia hunzikeri Burkart
- Adesmia hystrix Phil.
- Adesmia incana Vogel
- Adesmia inflexa Griseb.
- Adesmia jilesiana Burkart
- Adesmia karraikensis Speg.
- Adesmia kieslingii Ulibarri
- Adesmia kingii Phil.
- Adesmia lanata Hook.f.
- Adesmia latifolia (Spreng.) Vogel
- Adesmia laxa Clos
- Adesmia leiocarpa Hook. & Arn.
- Adesmia leptobotrys Burkart
- Adesmia lihuelensis Burkart
- Adesmia littoralis Burkart
- Adesmia longipes Phil.
- Adesmia lotoides Hook.f.
- Adesmia loudonia Hook. & Arn.
- Adesmia macrostachya Benth.
- Adesmia maulina (Reiche) K.Schum.
- Adesmia medinae (Reiche) E.A.Ulibarri
- Adesmia melanocaulos Phil.
- Adesmia melanthes Phil.
- Adesmia mendozana E.A.Ulibarri
- Adesmia micrantha Phil.
- Adesmia microcalyx Phil.
- Adesmia microphylla Hook. & Arn.
- Adesmia minor (Hook. & Arn.) Burkart
- Adesmia miottoae Cobra, Iganci & Fort.-Perez
- Adesmia miraflorensis E.J.Remy
- Adesmia monosperma Clos
- Adesmia montana Phil.
- Adesmia mucronata Hook. & Arn.
- Adesmia multicuspis Clos
- Adesmia muricata (Jacq.) DC.
- Adesmia nanolignea Burkart
- Adesmia neglecta M.N.Correa
- Adesmia neuquenensis Burkart
- Adesmia obcordata Clos
- Adesmia obovata Clos
- Adesmia obscura Clos
- Adesmia occulta (R.E.Fr.) Burkart
- Adesmia odontophylla Phil.
- Adesmia ovallensis Ulibarri
- Adesmia pampeana Speg.
- Adesmia papposa (Lag.) DC.
- Adesmia paranensis Burkart
- Adesmia parviflora Clos
- Adesmia parvifolia Phil.
- Adesmia patagonica Speg.
- Adesmia pauciflora Vogel
- Adesmia pearcei Phil.
- Adesmia pedicellata Hook. & Arn.
- Adesmia pentaphylla Phil.
- Adesmia peraltae (Reiche) Phil. ex Dyer
- Adesmia phylloidea Clos
- Adesmia pinifolia Gillies ex Hook. & Arn.
- Adesmia pirionii I.M.Johnst.
- Adesmia polyphylla Phil.
- Adesmia propinqua Clos
- Adesmia prostrata Clos
- Adesmia pseudincana Burkart
- Adesmia pseudogrisea Burkart
- Adesmia psoraleoides Vogel
- Adesmia pumahuasiana Ulibarri
- Adesmia pumila Hook.f.
- Adesmia punctata DC.
- Adesmia pungens Clos
- Adesmia pusilla Phil.
- Adesmia quadripinnata (Hicken) Burkart
- Adesmia ragonesei Burkart
- Adesmia rahmeri Phil.
- Adesmia ramosissima Phil.
- Adesmia reclinata P.Muñoz
- Adesmia reitziana Burkart
- Adesmia renjifoana (Phil. ex Reiche) Phil. ex Dyer
- Adesmia resinosa Phil.
- Adesmia retrofracta Hook. & Arn.
- Adesmia retusa Griseb.
- Adesmia riograndensis Miotto
- Adesmia rocinhensis Burkart
- Adesmia rubroviridis Burkart
- Adesmia ruiz-lealii M.N.Correa
- Adesmia salamancensis Burkart
- Adesmia salicornioides Speg.
- Adesmia sandwithii Burkart
- Adesmia sanjuanensis Burkart
- Adesmia schickendanztii Griseb.
- Adesmia schneideri Phil.
- Adesmia securigerifolia Herter
- Adesmia serrana M.N.Correa
- Adesmia sessiliflora Phil.
- Adesmia sessilifolia Iganci & Miotto
- Adesmia silvestrii (Speg.) Burkart
- Adesmia smithiae DC.
- Adesmia spinosissima Meyen ex Vogel
- Adesmia spuma Werderm. ex Burkart
- Adesmia stenocaulon Hauman
- Adesmia subnuda (A.Gray) Burkart
- Adesmia subterranea Clos
- Adesmia subtropicalis Cobra
- Adesmia suffocata Hook.f.
- Adesmia sulina Miotto
- Adesmia tehuelcha Speg.
- Adesmia tenella Hook. & Arn.
- Adesmia tomentosa Meyen
- Adesmia torcaea Phil.
- Adesmia trifoliata Phil.
- Adesmia trifoliolata Hook. & Arn.
- Adesmia trijuga Hook. & Arn.
- Adesmia tristis Vogel
- Adesmia tunuianica Burkart
- Adesmia uspallatensis Gillies ex Hook. & Arn.
- Adesmia vallsii Miotto
- Adesmia verrucosa Meyen
- Adesmia villosa Hook.f.
- Adesmia virens Phil.
- Adesmia viscidissima I.M.Johnst.
- Adesmia viscosa Hook. & Arn.
- Adesmia volckmannii Phil.
- Adesmia zoellneri Ulibarri